# فهرست پیروزی‌های هوایی ایران در جنگ ایران و عراق
این مقاله فهرستی از پیروزی‌های هوایی نیروی هوایی ارتش  ایران در خلال جنگ ایران و عراق را دربرمی‌گیرد.

## فهرست خلبان‌ها
| خلبان                            | هواپیما                     | تعداد تلفات   |
| -------------------------------- | --------------------------- | ------------- |
| فضل‌الله جاویدنیا                 | گرومن اف-۱۴ تام‌کت           | ۱۲ یا ۱۱ (+۲) |
| جلیل زندی                        | گرومن اف-۱۴ تام‌کت           | ۱۱ یا ۴ (+۵)  |
| فریدون علی‌مازندرانی              | گرومن اف-۱۴ تام‌کت           | ۹ یا ۱۱       |
| ابوالفضل مهرگان‌فر                | گرومن اف-۱۴ تام‌کت           | ۶             |
| حسن هرندی                        | گرومن اف-۱۴ تام‌کت           | ۶             |
| شهرام رستمی                      | گرومن اف-۱۴ تام‌کت           | ۵ یا ۳        |
| حسین خلیلی                       | گرومن اف-۱۴ تام‌کت           | ۵             |
| جمشید افشار                      | گرومن اف-۱۴ تام‌کت           | ۵ یا ۳        |
| جلیل مسلمی                       | گرومن اف-۱۴ تام‌کت           | ۵             |
| کاظم صدقی                        | گرومن اف-۱۴ تام‌کت           | ۵             |
| طوفانیان                         | گرومن اف-۱۴ تام‌کت           | ۵             |
| مصطفی روستایی                    | گرومن اف-۱۴ تام‌کت           | ۵             |
| خلیل دشتی‌زاده                    | گرومن اف-۱۴ تام‌کت           | ۵             |
| اسدالله عادلی                    | گرومن اف-۱۴ تام‌کت           | ۵             |
| محمد مسبوق                       | گرومن اف-۱۴ تام‌کت           | ۴             |
| یدالله خلیلی                     | گرومن اف-۱۴ تام‌کت           | ۴             |
| حسین ربیعی                       | مک‌دانل داگلاس اف-۴ فانتوم ۲ | ۴             |
| محسن محنتی                       | گرومن اف-۱۴ تام‌کت           | ۴             |
| حسین فرخی                        | گرومن اف-۱۴ تام‌کت           | ۴             |
| علی‌اصغر جهانبخش                  | گرومن اف-۱۴ تام‌کت           | ۳             |
| محمداسماعیل پیروان               | گرومن اف-۱۴ تام‌کت           | ۳             |
| هاشم آل‌آقا                       | گرومن اف-۱۴ تام‌کت           | ۳             |
| یدالله جوادپور                   | نورثروپ اف-۵                | ۳             |
| یدالله شریفی‌راد                  | نورثروپ اف-۵                | ۳             |
| سیاوش بیانی                      | مک‌دانل داگلاس اف-۴ فانتوم ۲ | ۳             |
| ابوالفضل هوشیار                  | گرومن اف-۱۴ تام‌کت           | ۳             |
| جعفر بهادران                     | گرومن اف-۱۴ تام‌کت           | ۳             |
| غلامرضا نظام‌آبادی                | گرومن اف-۱۴ تام‌کت           | ۳             |
| جواد شکرایی‌فرد                   | گرومن اف-۱۴ تام‌کت           | ۳             |
| خسرو آریانژاد                    | گرومن اف-۱۴ تام‌کت           | ۱             |
| منبع: Pierre Razoux (2015, 2019) |                             |               |